# Список послов СССР и России в Сан-Томе и Принсипи
В статье представлен список послов СССР и России в Демократической Республике Сан-Томе и Принсипи.

## Хронология дипломатических отношений
- 9 августа 1975 г. — установление дипломатических отношений на уровне посольств.
- 1975—1978 гг. — дипломатические отношения со стороны СССР осуществлялись через посольство в Конго.
- 1978 г. — открыто посольство СССР в Сан-Томе и Принсипи. Посольство Сан-Томе и Принсипи в СССР не создано.
- С 1992 г. — дипломатические отношения со стороны России осуществляются через посольство в Анголе.

## Список послов
| Срок полномочий                    | Посол                        | Годы жизни | Вручение верительных грамот | Примечания          |
| ---------------------------------- | ---------------------------- | ---------- | --------------------------- | ------------------- |
| СССР                               |                              |            |                             |                     |
| 14 мая 1976 — 18 сентября 1978     | Евгений Иванович Афанасенко  | 1914—1993  | 12 июня 1976                | По совместительству |
| 18 сентября 1978 — 29 августа 1981 | Дмитрий Алексеевич Дьяконов  | 1917—1987  | 12 января 1979              |                     |
| 29 августа 1981 — 8 июля 1986      | Пётр Никитович Евсюков       | 1921—1999  | 18 сентября 1981            |                     |
| 8 июля 1986 — 19 апреля 1990       | Владимир Николаевич Кузнецов | 1934—2013  |                             |                     |
| 7 декабря 1990 — 25 декабря 1991   | Сергей Яковлевич Синицын     | 1932—2017  |                             |                     |
| Российская Федерация               |                              |            |                             |                     |
| 25 декабря 1991 — 2 ноября 1992    | Сергей Яковлевич Синицын     | 1932—2017  |                             |                     |
| 2 ноября 1992 — 26 июня 1995       | Юрий Семёнович Капралов      | род. 1943  |                             | По совместительству |
| 26 июня 1995 — 17 декабря 1999     | Владимир Николаевич Раевский | род. 1939  |                             | По совместительству |
| 21 декабря 1999 — 14 августа 2002  | Сергей Вадимович Андреев     | род. 1958  |                             | По совместительству |
| 14 августа 2002 — 14 сентября 2007 | Андрей Вадимович Кемарский   | род. 1955  |                             | По совместительству |
| 14 сентября 2007 — 19 октября 2012 | Сергей Васильевич Ненашев    | род. 1947  |                             | По совместительству |
| 19 октября 2012 — 23 мая 2017      | Дмитрий Анатольевич Лобач    | род. 1956  |                             | По совместительству |
| 30 мая 2017 — 18 августа 2025      | Владимир Николаевич Тараров  | род. 1960  | 16 августа 2017             | По совместительству |